# Ernesto Rigotti
Ernesto Rigotti (nacido en Rosario) fue un futbolista argentino. Jugaba como mediocampista y se destacó vistiendo la casaca de Rosario Central.

## Carrera
Debutó en el equipo canalla en 1912, cuando se estaba gestando el gran plantel que lograría varios títulos durante la década de 1910. Al año siguiente, se produjo un cisma en la organización del fútbol de Rosario, por lo que Central dejó la Liga Rosarina de Fútbol tras ser expulsado de la misma; Rigotti pasó entonces a jugar durante 1913 primero en Porteño de Buenos Aires y luego en el Club Atlético Belgrano, quien se había mantenido en la Liga Rosarina.

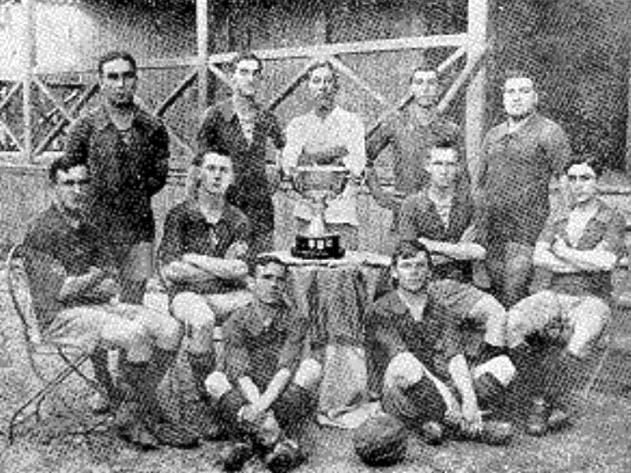
Equipo de Rosario Central en 1915.

Su retorno al canalla coincidió con el del club a la Liga Rosarina; Central, que el año anterior había conseguido su primer título a nivel nacional, demostró supremacía sobre el resto de los contendientes, obteniendo la Copa Nicasio Vila, torneo de liga de la organización rosarina, en cuatro ocasiones consecutivas (desde 1914 hasta 1917). Rigotti participó de las primeras tres, conformando la línea media, en la que ocupaba cualquiera de las tres posiciones, junto a Jacinto Perazzo y Eduardo Blanco.
Estuvo además presente en las tres finales que significaron sendas conquistas de campeonatos nacionales durante 1916: el 30 de abril por la Copa Dr. Carlos Ibarguren 1915 (3-1 frente a Racing Club), el 12 de noviembre por la Copa de Honor 1916 (1-0 ante Independiente) y el 17 de diciembre por la Copa de Competencia Jockey Club 1916 (2-1, nuevamente versus Independiente). En el cuadro auriazul disputó 39 partidos y marcó un gol (al Club Sparta, el 30 de agosto de 1916, victoria 5-0).
En 1920 vistió la casaca de Lanús.

## Clubes
| Club               | País      | Año       |
| ------------------ | --------- | --------- |
| Rosario Central    | Argentina | 1912      |
| Porteño            | Argentina | 1913      |
| Belgrano (Rosario) | Argentina | 1913      |
| Rosario Central    | Argentina | 1914-1916 |
| Lanús              | Argentina | 1920      |

## Palmarés

### Torneos nacionales oficiales
| Equipo          | País      | Título                          | Año  |
| --------------- | --------- | ------------------------------- | ---- |
| Rosario Central | Argentina | Copa Dr. Carlos Ibarguren       | 1915 |
| Rosario Central | Argentina | Copa de Honor                   | 1916 |
| Rosario Central | Argentina | Copa de Competencia Jockey Club | 1916 |

### Torneos locales oficiales
| Equipo          | País      | Título                  | Año  |
| --------------- | --------- | ----------------------- | ---- |
| Rosario Central | Argentina | Liga Rosarina de Fútbol | 1914 |
| Rosario Central | Argentina | Copa Damas de Caridad   | 1914 |
| Rosario Central | Argentina | Liga Rosarina de Fútbol | 1915 |
| Rosario Central | Argentina | Copa Damas de Caridad   | 1915 |
| Rosario Central | Argentina | Liga Rosarina de Fútbol | 1916 |
| Rosario Central | Argentina | Copa Damas de Caridad   | 1916 |